# 심장외과

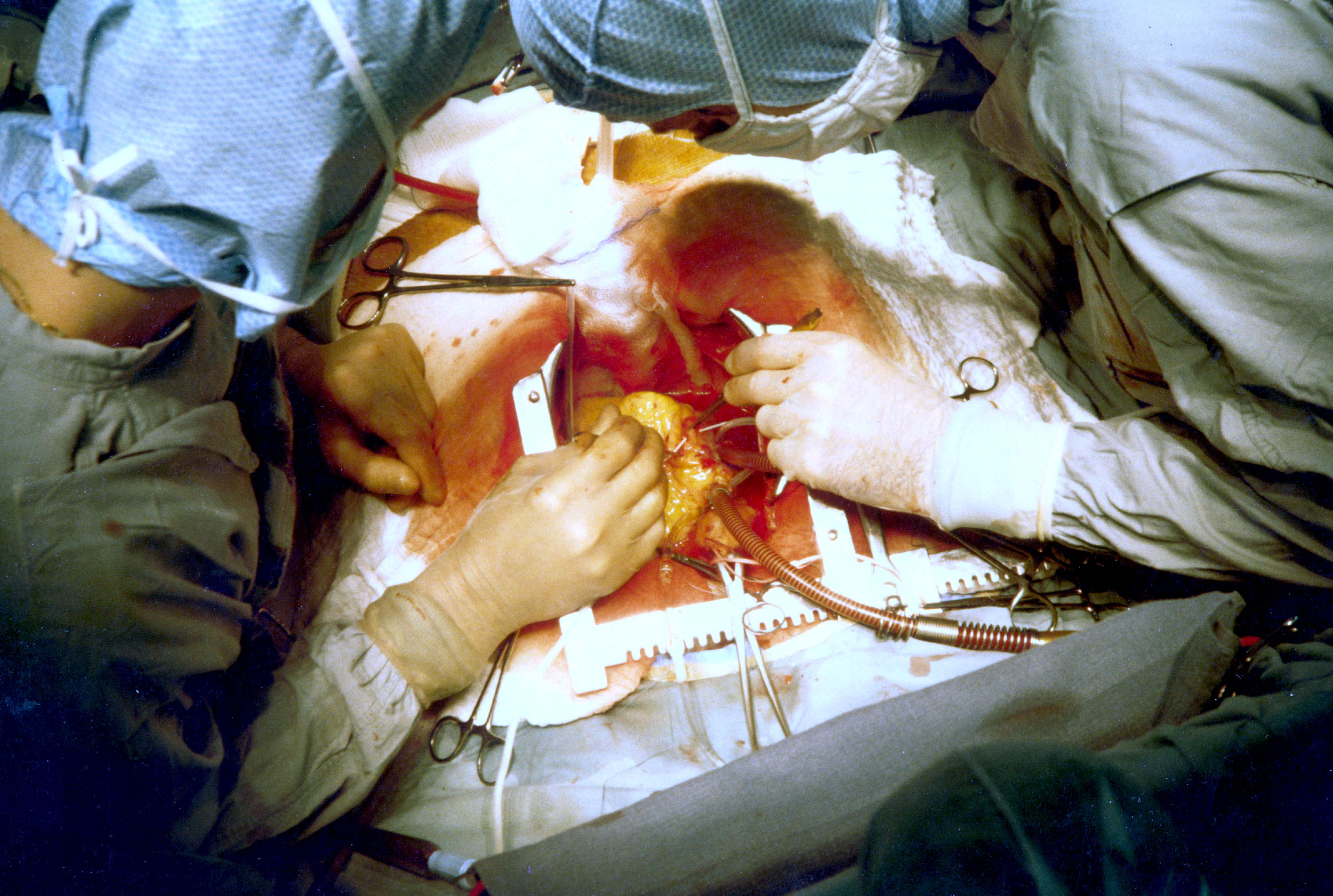

심장외과(心臟外科)는 심장 등을 중심으로 취급하는 외과의 한 분야이다. 혈관 질환을 다루는 혈관외과와 연관이 많다.

## 심장수술
심낭에 대한 초창기의 수술로는 19세기 프란시스코 로메로, 도미니크장 라레, 헨리 돌턴, 대니얼 헤일 윌리엄스 등에 의해 심장절개수술이 행해졌다. 또한 심장 자체에 대한 첫번째 수술은 1895년 9월 4일 노르웨이인 의사인 악셀 카펠렌에 의해 현재의 오슬로에서 24세 남성에게 왼쪽 개흉하여 출혈중인 관상 동맥을 결찰했다. 남성은 수술 후 24시간이 경과 양호했지만 수술 후 3일 후 종격동염으로 사망하였다.